# Strigania permira
Strigania permira är en fjärilsart som beskrevs av Max Wilhelm Karl Draudt 1924. Strigania permira ingår i släktet Strigania och familjen nattflyn. Inga underarter finns listade i Catalogue of Life.